# Dyckia retroflexa
Dyckia retroflexa är en gräsväxtart som beskrevs av S.Winkl. Dyckia retroflexa ingår i släktet Dyckia och familjen Bromeliaceae. Inga underarter finns listade i Catalogue of Life.